# Омуртаг (Болгарія)
Омурта́г (болг. Омуртаг) — місто в Тирговиштській області Болгарії. Адміністративний центр общини Омуртаг.

## Населення
За даними перепису населення 2011 року у місті проживали 7619 осіб.
Національний склад населення міста:
| Національність   | Кількість осіб | Відсоток |
| ---------------- | -------------- | -------- |
| болгари          | 2854           | 48,9%    |
| турки            | 2338           | 40,1%    |
| цигани           | 561            | 9,6%     |
| інша             | 5              | 0,1%     |
| не визначились   | 77             | 1,3%     |
| Всього відповіли | 5835           |          |

Розподіл населення за віком у 2011 році:
Динаміка населення: